# Mark Kern
Mark Edward Kern (n. c. 1967-68), también conocido como Grummz, es un exejecutivo de videojuegos. Trabajó para Blizzard Entertainment de 1997 a 2005 y fue cofundador y CEO de Red 5 Studios durante el desarrollo y promoción del videojuego Firefall.
Kern es graduado de la Universidad de Rochester y recibió un título de Juris doctor de la Escuela de Derecho de la Universidad de Boston. Se ha descrito a Kern como de derecha debido a su participación en el activismo en línea contra la Stop Online Piracy Act (SOPA, «Ley para Detener la Piratería en Línea») y en apoyo de Gamergate.

## Primeros años y educación
Asistió a la Universidad de Rochester, donde obtuvo una licenciatura en ciencias cognitivas en 1992. Obtuvo un doctorado en Derecho en la Escuela de Derecho de la Universidad de Boston en 1995, donde se especializó en propiedad intelectual y fue cofundador de la Journal of Science and Technology Law de la universidad.

## Carrera

### Blizzard Entertainment
Kern se unió a Blizzard Entertainment en 1997, trabajando inicialmente como productor asociado de Starcraft. Sus funciones se ampliaron para incluir productor de StarCraft 64, productor de Diablo II, y líder del equipo de World of Warcraft. Dejó Blizzard en 2005.

### Red 5 Studios
En 2005, cofundó la empresa de desarrollo de juegos Red 5 Studios junto con otros tres exempleados de Blizzard. Desempeñó un papel importante en el desarrollo del juego Firefall y se convirtió en CEO de la compañía en 2008.

#### Polémicas y salida de Red 5 Studios
Kern enfrentó acusaciones de gasto excesivo en campañas promocionales para Firefall. En particular, ideó una estrategia de marketing que incluía un autobús de deportes electrónicos con la temática de Firefall pensado tanto como herramienta de promoción móvil como servidor para competiciones LAN durante la fase beta del juego. El proyecto, estimado en 3 millones de dólares, también incluyó la creación de un equipo dedicado a la producción de video con equipamiento costoso. Los empleados de Red 5 describieron a Kern como una persona propensa a ausencias prolongadas y con un estilo de liderazgo «errático, impulsivo y muy disruptivo».
En 2013, Kern fue destituido de su puesto de director ejecutivo por la junta directiva de Red 5. Se refirió a su tiempo en la empresa como «[su] propioKobayashi Maru».

### MEK Entertainment y trabajo posterior
Kern fundó el estudio MEK Entertainment en 2014. La empresa recaudó un millón de dólares en financiación inicial para un MMO de realidad virtual Oculus Rift.
En 2016, Kern comenzó a buscar financiación colectiva para Em-8er, un «sucesor espiritual» de Firefall. Kern hizo una entrevista con el youtuber Upper Echelon en septiembre de 2024, afirmando que hasta ahora se habían recaudado alrededor de 600 000 dólares para Em-8er.

## Activismo en línea y actividad posterior

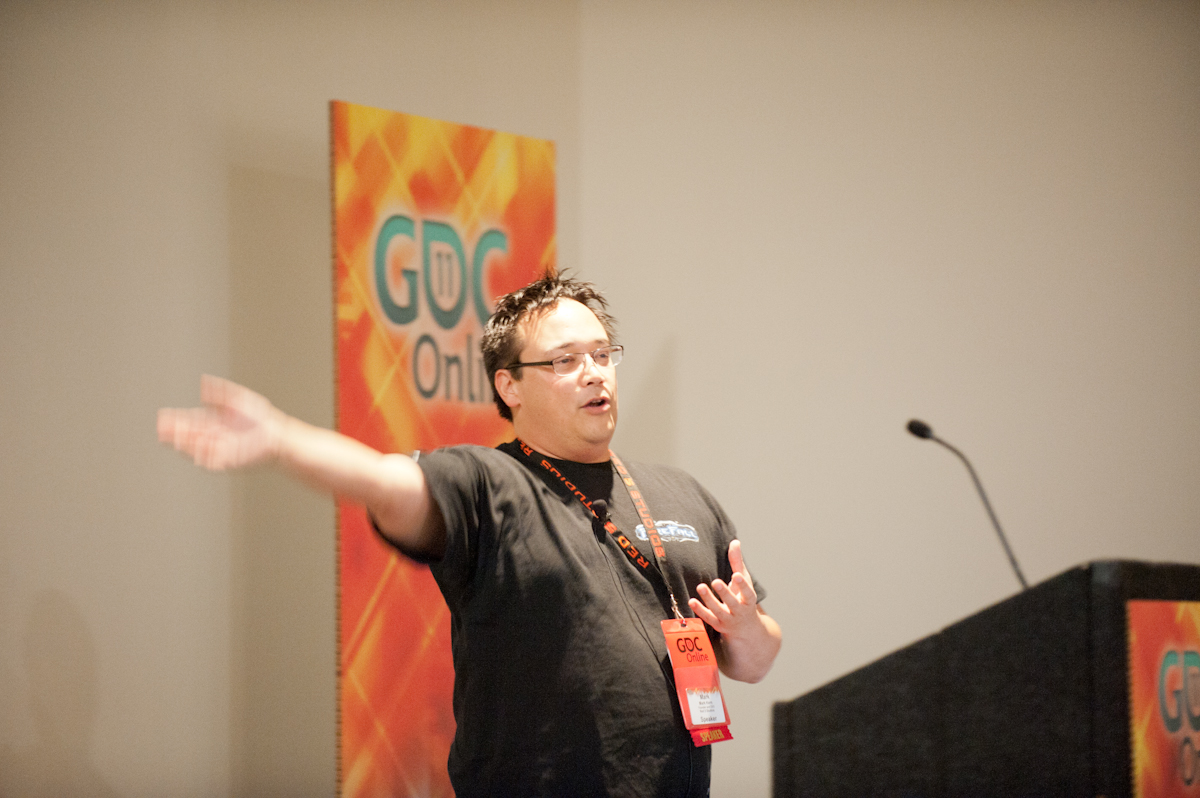
Kern hablando en la GDC 2011.

Kern ha estado involucrado en causas activistas de derecha. En respuesta a la Stop Online Piracy Act y la PROTECT IP Act de 2012, Kern inició un grupo de presión llamado League4Gamers.
En 2016, Kern se involucró en la petición de Nostalrius para convencer a Blizzard de que considerara revivir los servidores originales para World of Warcraft. Tras la controversia de Blitzchung, en la que un jugador de eSports de Hong Kong fue penalizado por Blizzard por expresar su apoyo a las protestas contra la ley de seguridad nacional de Hong Kong durante un evento de transmisión de Blizzard en 2019, Kern dejó de jugar World of Warcraft y pidió un boicot a Blizzard.
Durante la reacción negativa y las críticas en línea contra el estudio canadiense de desarrollo narrativo Sweet Baby Inc. en torno a afirmaciones de promover «diversidad forzada», Kern criticó duramente los esfuerzos para aumentar la conciencia sobre la diversidad y las causas progresistas relacionadas en marzo de 2024, afirmando que se había producido un «esfuerzo coordinado para insertar políticas de diversidad en los videojuegos».